# Ağsu (rajón)
Ağsu je rajón v centrální části Ázerbájdžánu.

## Města a vesnice v rajónu
Dilman, Bico, Keçdiməz, Padarçöl, Qəşəd, Ləngəbiz, Gəgəli, Ərəbmehdibəy, Dədəli, Qasımbəyli, Mustafalı, Xəlilli, Rəhimli, Qaradağ, Şahboyli, Bozavand, Ağarx, Qarabağlı, Ərəbuşağı, Ağalarbəyli, Maşadqanlı, Cuğurlu, Çaparlı, Qiyaslı, Rəhimağalı, Daşdəmirbəyli, Ağabəyli, Kəndoba, Cəfərli, Cəlayir, Hacıuşağı, Abasxanlı, Qaraqoyunlu, Musabəyli, Dəllər, Muradlı, Təklə, Hacısəmədli, İlxıçı, Axunlu, Növcü, Qaravəlli, Məlikçobanlı, Çiyni, Sarvan, Bəyimli, Hacıqədirli, Göydəlləkli, Padar, Küllülü, Kəlağaylı, Yenilik, Gursulu, Xanbulaq, Kövlüc, Yenikənd, Gəndəxan, Hinqar, Girdə, Elabad, Nuran, Zarqava, Nüydi, Sanqalan, Xasıdərə, Quzay, Qırlar, Kalva, Suraxanı, Hacman, Xatman, Pirhəsənli, Qaraqaşlı, Ülgüc, Navahı, Qaraməmmədli